# Canottaggio ai Giochi della II Olimpiade
Alla II Olimpiade furono disputati numerosi eventi di canottaggio, ma oggi solo i risultati di alcuni di essi vengono computati nel rapporto ufficiale. Per la disciplina fu un esordio assoluto dopo la delusione di Atene, dove avrebbe dovuto fare ingresso ai giochi nel mare del Pireo, ma a causa dell'impraticabilità del campo di regata venne poi cancellata dal programma. Le competizioni di Parigi furono ospitate nelle acque della Senna con arrivo sotto il ponte ferroviario di Asnières-sur-Seine e videro la partecipazione di numerosi circoli remieri; fra quelli stranieri si distinsero il Minerva Amsterdam - sul podio tre volte con medaglie di diverso colore - e l'americano Vesper Boat Club, che vinse la gara dell'Otto, nella quale avrebbe bissato il successo quattro anni dopo a Saint Louis, caso più unico che raro a quel tempo. Quest'edizione parigina, infine, fu anche segnata dalla partecipazione del primo canottiere italiano, un tal Piaggio, eliminato nelle batterie del singolo.

## Podi
| Evento                             | Oro | Perform. | Argento | Perform. | Bronzo | Perform. |
| Singolo (dettagli)                 | Hermann Barrelet | 7'35"6   | André Gaudin | 7'41"6   | Saint-George Ashe | 8'15"6   |
| Due con (dettagli)                 | Squadra mista François Brandt Roelof Klein Hermanus Brockmann timoniere sconosciuto                                                | 7'34"2   | Francia Lucien Martinet René Waleff timoniere sconosciuto | 7'34"4   | Francia Carlos Deltour Antoine Védrenne Paoli | 7'57"2   |
| Quattro con (I finale) (dettagli)  | Francia Henri Bouckaert Jean Cau Émile Delchambre Henri Hazebrouck Charlot                                                         | 7'11"0   | Francia Georges Lumpp Charles Perrin Daniel Soubeyran Émile Wegelin timoniere sconosciuto                                                                             | 7'18"0   | Germania Wilhelm Carstens Julius Körner Adolf Möller Hugo Rüster Gustav-Adolf Moths Max Ammermann                                                               | 7'18"2   |
| Quattro con (II finale) (dettagli) | Germania Gustav Goßler Oskar Goßler Walther Katzenstein Waldemar Tietgens Carl Goßler                                              | 5'59"0   | Paesi Bassi Coenraad Hiebendaal Geert Lotsij Paul Lotsij Johannes Terwogt Hermanus Brockmann                                                                          | 6'33"0   | Germania Ernst Felle Otto Fickeisen Carl Lehle Hermann Wilker Franz Kröwerath                                                                                   | 6'35"0   |
| Otto (dettagli)                    | Stati Uniti William Carr Harry DeBaecke John Exley John Geiger Edwin Hedley James Juvenal Roscoe Lockwood Edward Marsh Louis Abell | 6'07"8   | Belgio Jules De Bisschop Prosper Bruggeman Oscar Dessomville Oscar De Cock Maurice Hemelsoet Marcel Van Crombrugge Frank Odberg Maurice Verdonck Alfred Van Landeghem | 6'13"8   | Paesi Bassi François Brandt Johannes van Dijk Roelof Klein Ruurd Leegstra Walter Middelberg Hendrik Offerhaus Walter Thijssen Henricus Tromp Hermanus Brockmann | 6'23"0   |

## Medagliere
| Posizione | Paese         |   |   |   | Totale |
| --------- | ------------- | - | - | - | ------ |
| 1         | Francia       | 2 | 3 | 1 | 6      |
| 2         | Germania      | 1 | 0 | 2 | 3      |
| 3         | Stati Uniti   | 1 | 0 | 0 | 1      |
| 3         | Squadra mista | 1 | 0 | 0 | 1      |
| 5         | Paesi Bassi   | 0 | 1 | 1 | 2      |
| 6         | Belgio        | 0 | 1 | 0 | 1      |
| 7         | Gran Bretagna | 0 | 0 | 1 | 1      |
| Totale    | Totale        | 5 | 5 | 5 | 15     |